# شیکاگو هایتس جنوبی (ایلینوی)
ساوت شیکاگو هایتس (به انگلیسی: South Chicago Heights) یک روستا در ایالات متحده آمریکا است که در ایلینوی واقع شده‌است. ساوت شیکاگو هایتس ۴٫۱۴ کیلومتر مربع مساحت و ۴٬۱۳۹ نفر جمعیت دارد.